# Malpighia montecristensis
Malpighia montecristensis är en tvåhjärtbladig växtart. Malpighia montecristensis ingår i släktet Malpighia och familjen Malpighiaceae.

## Underarter
Arten delas in i följande underarter:
- M. m. montecristensis
- M. m. naranjensis